# Eurosia di Jaca
Sant'Eurosia (fl. IX secolo) è stata una vergine e martire cristiana alto-medievale decapitata dai Mori nei pressi di un villaggio dei Pirenei spagnoli, Yebra (Alta Aragona), venerata come santa dalla Chiesa cattolica.

## Biografia
Il culto di sant'Eurosia affonda le sue radici nella tradizione orale di un piccolo paese di montagna sul versante spagnolo dei Pirenei: Yebra de Basa. Qui, nella chiesa parrocchiale, è custodita la reliquia della testa della martire, venerata come Patrona della montagna. Il corpo decapitato della santa è custodito in un'urna sotto l'altar maggiore della cattedrale di Jaca, antica capitale del Regno d'Aragona, a 26 km di distanza da Yebra.
È priva di fondamento storico la notizia secondo cui sant'Eurosia sarebbe stata una principessa boema, promessa sposa di un principe di Aragona. Questa leggenda, originatasi nell'ultimo decennio del XV secolo, è stata oggetto di numerose modifiche e amplificazioni nel corso del tempo da parte di diversi agiografi. È parimenti da scartare l'ipotesi di un'origine aquitana della martire. La notizia secondo cui sant'Eurosia sarebbe stata nativa di Bayonne fu divulgata nel XVII secolo da Juan Tamayo de Salazar sulla base di un documento rivelatosi falso.
I documenti medievali relativi alla storia di sant'Eurosia sono andati perduti. Un riferimento a due di essi si trova in una glossa al registro del consiglio comunale di Jaca, di mano ignota, risalente alla fine del XV secolo, che smentisce la leggenda della sua origine boema: sia la "Crónica General" di Alfonso X che l'antico martirologio della diocesi francese di Auch avrebbero asserito che sant'Eurosia era in realtà spagnola e allevata sui Pirenei.
Negli anni '50 del secolo scorso, Antonio Durán Gudiol ha ricostruito, a partire dalle antifone e i responsori dei breviari cinquecenteschi delle diocesi di Huesca e Tarragona, inni medievali che offrono di sant'Eurosia una fisionomia diversa da quella offerta dall'agiografia più diffusa: sant'Eurosia sarebbe stata una giovane donna che, rifiutando un matrimonio combinato, scelse di condurre vita eremitica sul monte di Yebra.
Qui sarebbe stata vittima di una mattanza a seguito di uno dei numerosi episodi di guerra nella regione di confine tra la Penisola iberica sotto il dominio arabo e il regno dei Franchi. Il castello di Yebra fu riconquistato dagli Arabi nel 968 circa ed è probabilmente in quell'occasione che sant'Eurosia subì il martirio. Le sue reliquie conservate dagli eremiti sulla montagna e venerate dalla popolazione locale, furono in seguito parzialmente traslate nella città di Jaca quando questa, dopo il 1063, divenne capitale del Regno d'Aragona e sede vescovile.
Nonostante la critica storica, a partire dall'opera dei Bollandisti, abbia constatato la falsità della tesi di una sant'Eurosia principessa boema, questa leggenda è la più conosciuta e divulgata.

## La leggenda di sant'Eurosia
La giovane Dobroslava (che in lingua slava vuol dire "colei che gode di buona [dobra] fama [slava] "), rimasta in tenera età orfana di entrambi i genitori, venne accolta dal duca Boriboy e dalla moglie Ludmilla, sovrani della Boemia. Questi la trattarono come se fosse la loro figlia. La famiglia ducale si prodigò inoltre per il diffondesi della religione cristiana in tutta la regione e fu così che anche Dobroslava venne battezzata assumendo il nome greco di Eurosia. Quegli anni di pace e di fede durante i quali la giovane Eurosia si distinse per bontà ed altruismo furono bruscamente interrotti quando un gruppo di cechi pagani prese il potere e costrinse la famiglia ducale all'esilio.
Grazie all'opera del grande san Metodio il duca e la sua famiglia poterono tornare trionfalmente in Boemia. Nell'anno 880, san Metodio si recò a Roma da papa Giovanni VIII impegnato in un difficile caso, trovare una degna sposa per il figlio del conte spagnolo d'Aragona, Fortun Jimenez, erede al trono di Aragona e Navarra e impegnato in quegli anni nella lotta contro gli invasori saraceni. Il papa chiese aiuto a san Metodio che indicò senza alcun dubbio la giovane principessa Eurosia; il santo ritornò quindi in Boemia con una ambasciata aragonese e raccolse l'accettazione del duca e di sant'Eurosia. La fanciulla lasciò il proposito di dedicarsi totalmente a Cristo, vedendo nell'intervento del papa un supremo disegno della volontà di Dio. Eurosia avrebbe dovuto incontrare il suo sposo nella cittadina di Jaca al di là dei Pirenei: in quella zona imperversavano i saraceni capitanati dal rinnegato Aben Lupo che saputo dell'arrivo di una comitiva che doveva portare una fanciulla in sposa al principe aragonese, si mise in animo di catturarla e trattenerla con sé.
La comitiva con Eurosia, avvertita dell'accaduto, fu costretta a nascondersi sui monti, ma il feroce bandito saraceno, trovata la fanciulla, cercò con buoni modi di ottenerne i favori, pretendendo che rinnegasse Gesù Cristo e rinunciasse al principe aragonese per divenire sua sposa. Eurosia però si oppose decisamente a tali progetti, provocando in tal modo l'ira del bandito che diede l'ordine di uccidere tutti. Grazie all'eroismo di alcuni ambasciatori spagnoli appartenenti alla comitiva, Eurosia riuscì a fuggire, ma inseguita e raggiunta, subì un tragico martirio: le vennero amputate le mani e recisi i piedi. Sant'Eurosia in ginocchio, con il volto fisso al cielo, pregava con fierezza e nel contempo nebbie e nuvole minacciose salivano dalle valli: e un lampo improvviso scese mirabilmente vicino ad Eurosia, senza provocarle danni. Tutti i saraceni ebbero gran paura, ma il capo bandito, preso da rabbia mista a terrore, diede l'ordine di decapitarla. Eurosia alzando i sanguinanti moncherini al cielo chinò il capo pregando e così venne uccisa a soli sedici anni. Contemporaneamente si scatenò un grandinare furibondo, uno scrosciare spaventoso di acque, folgori e tuoni assordanti, venti fortissimi; a quel terribile spettacolo, i saraceni fuggirono terrorizzati, mentre dal cielo una voce più potente della tempesta diceva: «Sia dato a Lei il dono di sedare le tempeste, ovunque sia invocato il suo nome!». Le sue spoglie vennero miracolosamente ritrovate due anni dopo da un pastorello chiamato Guillén. Eurosia fu canonizzata a Jaca il 25 giugno.
La festa di sant'Eurosia viene celebrata a Jaca e Yebra de Basa il 25 giugno. La santa è invocata contro le tempeste, i fulmini, le grandinate e per la protezione dei frutti della terra. In passato era invocata anche per la guarigione degli indemoniati, tanto che nel giorno della sua festa nelle due località pirenaiche si svolgevano riti di esorcismo collettivo, finché nella seconda metà del XX secolo questi non furono proibiti dall'autorità ecclesiastica.
Il culto di sant'Eurosia si è diffuso anche in Italia, principalmente nelle regioni settentrionali, ma anche in alcuni feudi laziali legati alla famiglia Colonna. Molte campane in Italia recano la dedica a sant'Eurosia: venivano infatti suonate per allontanare temporali e grandinate.

## Culto
Il culto di sant'Eurosia fu approvato ufficialmente da papa Leone XIII nel 1902. Dal Martirologio Romano al 25 maggio: "A Jaca nella Spagna settentrionale, santa Eurosia, vergine e martire".
Il suo culto si diffuse a livello popolare in tutta la Spagna a partire dal XV secolo e, grazie ai soldati spagnoli, anche nell'Italia settentrionale, soprattutto in Piemonte e Lombardia, dove l'intercessione della santa contro le tempeste, i fulmini e le grandinate e per la protezione dei raccolti fu ritenuta in molte occasioni efficace. I Padri Somaschi introdussero il culto di sant'Eurosia nella Santa Casa di Loreto.
In località Mizzole (comune di Verona) si conserva un capitello risalente al 1630, eretto per invocare la protezione di sant'Eurosia contro la peste; esso è racchiuso all'interno di una cappella insieme ad un frassino che nel frattempo era cresciuto accanto.
In località Castagnolo (comune di San Giovanni in Persiceto, nella città metropolitana di Bologna) si trova un capitello sei-settecentesco dedicato alla santa, scenograficamente posto tra i campi, sulla sponda del torrente Romita.
In località San Tommaso (comune di Albignasego, in provincia di Padova) una statua di sant'Eurosia era collocata nella locale chiesa di San Tommaso. Successivamente fu spostata in una strada poco distante e sistemata in un apposito capitello.

### Patronati e feste
Sant'Eurosia è patrona di alcune località italiane, tra le quali:
- Bellombra (RO)
- Boara Polesine (RO)
- Borgo Pace (PU)
- Bossico (BG)
- Camposanto (MO) (compatrona)
- Castelrosino (AN)
- Cologno al Serio (BG)
- Formigara (CR)
- Inverno e Monteleone (PV) (compatrona di Monteleone)
- Lariano (RM)
- Casale di Mezzani (PR)[11]
- Missiano (BZ)
- Rosciano (PE)
- Salizzole (VR)
- Ripe San Ginesio (MC) (notte del 7 maggio, tradizione risalente al Medioevo)
- Acquasanta Terme (AP) festeggiata il 25 giugno con processione della statua per le vie del paese.

A Cassanigo Faenza (RA) è patrona della parrocchia, festeggiata il 1º maggio con processione della statua (Opera in legno dei primi dell'800 dagli artigiani di Ortisei). Essendo protettrice della campagna viene venerata anche durante le Rogazioni che si svolgono nei giorni feriali antecedenti l'Ascensione. Una curiosità: la festa religiosa a Cassanigo è sempre stata il 1º maggio, anche durante il regime fascista, quando invece la Festa dei Lavoratori era stata soppressa. Allora molti antagonisti della dittatura, anche non di Cassanigo, ma dei paesi vicini, partecipavano alla festa e in questo modo celebravano la festa dal lavoro. Molti di loro mettevano per sfida una cravatta rossa o una sciarpa rossa o un garofano rosso e venivano regolarmente picchiati dalle Camicie Nere.
A Corazzano, frazione di San Miniato (PI), la festa di sant'Eurosia si celebra la prima domenica di maggio. In tale occasione ha luogo una processione rogazionale con la statua della santa. Prima della processione vengono distribuiti rametti di mirto ai fedeli. Il 3 maggio 2009 la chiesa parrocchiale di Corazzano è stata co-intitolata a Sant'Eurosia.
Ad Inverno e Monteleone (PV) la chiesa parrocchiale di Santa Maria della Neve in Monteleone ha come compatrona sant'Eurosia, festeggiata il 25 giugno è pregata contro le tempeste e i temporali, per i vigneti e le coltivazioni. Nella chiesa si conservano la statua votiva e il quadro in cui mentre coglie l'uva allontana la minaccia della tempesta. Inoltre nel presbiterio la scritta con il suo nome ricorda antico patronato e particolare devozione del popolo.
A Cassanego, frazione di Borso del Grappa (TV), a fine giugno si svolge la "sagra di Santa Eurosia".
A Missiano, frazione di Panicale (PG), sant'Eurosia si festeggia l'ultima domenica di agosto, essendo protettrice dei campi e dei raccolti, la gente la invoca e la venera con molta affezione.
A Recanati il culto di sant'Eurosia risale alla prima metà del XVII secolo ad opera delle ricche e nobili famiglie Costantini e Condulmari di Recanati, infatti la più antica memoria dedicata a sant'Eurosia a Recanati la troviamo nella chiesetta rurale di Ricciola di Recanati, dedicata da tempo immemore alla Santa ad opera della famiglia Costantini, che ne era proprietaria; nel 1760 ad opera del Vescovo Ciriaco Vecchioni e la Confraternita dei Mercanti di Recanati viene edificata la chiesa intitolata ai Santi Francesco ed Eurosia con il titolo di Patrona delle campagne recanatesi; nelle chiese rurali di Chiarino e Addolorata di Recanati l'immagine di sant'Eurosia è collocata negli altari laterali di dette chiese; ultima in ordine di tempo è la chiesa rurale di San Pietro di Recanati che nel 1906 intitola la chiesa ai Santi Pietro ed Eurosia. Infine nella chiesa cittadina di Recanati dedicata a San Vito, patrono cittadino, è possibile ammirare una grande Pala d'altare con i Santi Sebastiano ed Eurosia (opera di pittore sconosciuto) del 1667 circa.
A Casanova Lonati (PV) alla santa è dedicato l'Oratorio risalente alla fine del XVIII secolo, dove è presente un dipinto sull'altare che la ritrae insieme alla Madonna della Neve.
A Pralungo (BI) si trova la frazione di Sant'Eurosia, situata in posizione panoramica, in una zona ricca di castagneti e di pascoli, collegata da ottime mulattiere a Oropa, Miagliano, Sagliano Micca e Favaro. In occasione della festa della Santa ogni anno il paese organizza tradizionalmente una festa paesana con tanto di fuochi artificiali. Sempre in provincia di Biella il rilievo montuoso che domina il centro di Pettinengo, sormontato da una cappella votiva, è chiamato Cima Sant'Eurosia.
A Bossico (BG) si venera la santa come protrettrice dei pastori. Viene tradizionalmente festeggiata la quarta domenica di settembre con una messa in suo onore, i vespri e la processione solenne con la statua, tradizionalmente portata da pastori che si aggiudicano l'onore di portarla partecipando ad un'asta.
A Camposanto (MO) si celebra la compatrona sant'Eurosia la seconda domenica di settembre con la tradizionale processione. La corale polifonica del paese porta il nome della santa.
A Serravalle Sesia (VC) si celebra la festa di sant'Eurosia la seconda domenica di ottobre, in occasione della festa del ringraziamento per i raccolti della terra; un tempo infatti le colline intorno al borgo erano coltivate a frutteti e vigneti, quindi all'inizio dell'autunno (la seconda o terza domenica di ottobre) si portavano i doni della campagna in offerta. La festa si svolge, dopo la benedizione dei doni presso la Parrocchiale (tra cui le caratteristiche focacce dolci), presso il cortile dell'oratorio dove si procede all'incanto di torte, salumi e focacce a cui segue un lancio di palloncini con messaggi augurali e una merenda con panini e caldarroste. La Parrocchiale dedicata a san Giovanni Battista conserva un bel dipinto a olio su tela di Anonimo del XVIII secolo raffigurante la Santa, restaurato.
Ad Acquaseria di San Siro (CO), anticamente, il 26 giugno si solennizzava con grandiosità di apparati, fuochi e spari, la ricorrenza di sant'Eurosia, riguardata come protettrice contro le alluvioni. Il parroco don Galli, che riporta questa memoria, era solito celebrare una messa cantata pro offerenti legna al mattino e impartire la benedizione con il Santissimo e far baciare la reliquia della Santa alla funzione serale.

### Iconografia

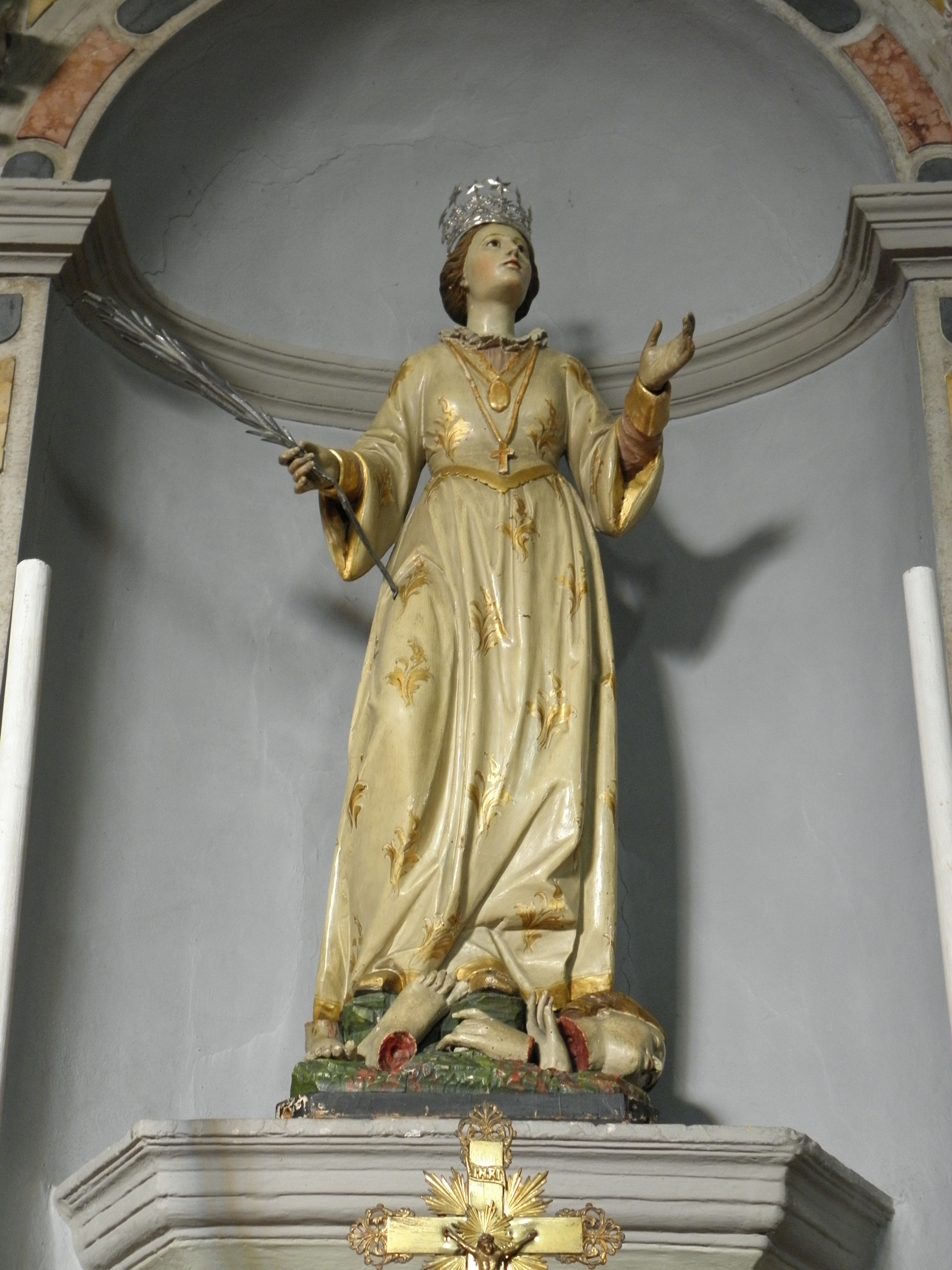
la statua di Sant'Eurosia posta nell'omonimo altare laterale della chiesa parrocchiale di San Giacomo Apostolo a Bellombra, frazione di Adria.

Il simbolo è la palma del martirio. Viene spesso raffigurata con una o più insegne regali: corona, scettro, manto di ermellino. Un tratto iconografico ricorrente sono le mani e i piedi mozzati durante il martirio. La credenza secondo cui sant'Eurosia sarebbe stata mutilata prima di essere decapitata risale al XVI secolo e deriva dal fatto che i suoi resti sono privi delle estremità. Da un'analisi del corpo mummificato è risultato però che i piedi e le mani sono stati asportati dopo la morte, probabilmente per l'estrazione di reliquie. È invece certo il dato della decapitazione: uno studio antropometrico compiuto negli anni '30 del secolo scorso ha confermato che la testa e il corpo sono appartenuti a una ragazza di meno di 20 anni la cui testa fu tagliata di netto con un colpo di spada.
Nella Pala d'Altare che si può ammirare a Recanati la Santa è dipinta a mani giunte con ai suoi piedi la corona e lo scettro regali oltre naturalmente alla palma del martirio ed una scimitarra - di chiara evocazione islamica - con la guardia rivolta verso l'elsa della stessa arma. Nelle chiese rurali di Recanati viene dipinta con le mani giunte - non mozzate - insieme al Santo della Parrocchia in cui si venera.

### Musical
Nel 2021 è stato pubblicato il testo del musical Eurosia la stella dei Pirenei di Francesco Ricciarelli, con le musiche di Mario Costanzi. La prima rappresentazione è avvenuta a San Miniato (PI) il 24 e 25 giugno 2022 come fuori programma della 76ª Festa del Teatro.